# Julio María Elías Montoya
Julio María Elías Montoya (Medina de Pomar, Burgos, 7 de febrero de 1945) es un religioso español franciscano. Es obispo titular de Cumae y vicario apostólico emérito de El Beni, Bolivia.

## Biografía

### Formación
Realizó los estudios primarios en su pueblo natal, mientras que la secundaria la realizó en el seminario franciscano del Santuario de Aránzazu. Posteriormente, estudió en el colegio seráfico de Forua.  

### Vida religiosa
El 1 de septiembre de 1960, profesó sus votos en la Orden de Frailes Menores en el convento de los franciscanos en Zarauz. El 2 de septiembre de 1961 se trasladó al convento franciscano de Olite para estudiar tres años de filosofía. A continuación, estudió teología en el Santuario de Aránzazu. El 14 de julio de 1968 fue ordenado sacerdote en el mismo Santuario de Aránzazu, donde fue destinado como profesor. 

#### Misión en Bolivia
En 1969 fue enviado a Bolivia, a la Basílica de Nuestra Señora de Copacabana, donde la orden tenía falta de religiosos. Fue vicario cooperador. En 1973, se trasladó a la misión en el Departamento del Beni, en la selva amazónica. Allí fue encargado de vocaciones y de pastoral con los indígenas.

El gran desafío que tiene la Iglesia en el Beni, es tener verdaderamente una Iglesia que está constituida por sacerdotes, religiosos, religiosas y misioneros nacidos en Beni, propiamente un rostro beniano

### Episcopado
El 17 de noviembre de 1986 el papa Juan Pablo II lo nombró obispo titular de Cumae y vicario apostólico de El Beni. Fue consagrado el 25 de marzo de 1987 por Santos Card. Abril y Castelló. El 22 de febrero de 2020 el papa Francisco aceptó su renuncia por edad.